# Marcos Pérez Jiménez
Marcos Evangelista Pérez Jiménez (Michelena, Táchira; Veneçuela. 25 d'abril de 1914 - Alcobendas, Espanya, 20 de setembre de 2001), va ser un militar i polític veneçolà. Va aconseguir el grau de General de Divisió de l'Exèrcit de Veneçuela; i designat President de facto de Veneçuela de manera provisional per la «Junta de Govern» substituint a Germán Suárez Flamerich des del 2 de desembre de 1952 fins al 19 d'abril de 1953. En aquesta data l'Assemblea Nacional Constituent el proclama President Constitucional per al període 1953-1958.
Arran de manifestacions massives en contra de la repressió per part del govern, Pérez Jiménez va ser deposat en un cop d'estat per sectors descontents dins de les Forces Armades de Veneçuela el 23 de gener de 1958. Pérez Jiménez després es va exiliar en República Dominicana i EUA des d'on va ser extradit de la ciutat de Miami,. finalment a Espanya sota la protecció del règim de Francisco Franco.

## Biografia

### Primers anys
Marcos Evangelista Pérez Jiménez va ser batejat així pels seus pares, Juan Pérez Bustamante i Adela Jiménez. Va iniciar la seva carrera militar el 1931, en ingressar a l'Escola Militar de Veneçuela, retornant com a Sotstinent el 1933 amb les més altes qualificacions, una mitjana que no ha estat superada. Després el 1941 realitza cursos d'especialització en l'Escola Militar de Chorrillos, en Lima, Perú, al costat del que fos Ministre de Foment i Obres Públiques el General de Divisió José del Carmen Cabrejo Mejía durant el govern militar del General Manuel A. Odría, sent ascendit a Capità al seu retorn.
La seva primera figuració pública ocorre amb la seva participació en el derrocament del govern del General Isaías Medina Angarita el 18 d'octubre de 1945. Tres anys més tard, després d'un període regit per una Junta Cívic Militar, és elegit president l'escriptor Rómulo Gallegos Freire, posteriorment enderrocat el 24 de novembre de 1948 per un moviment liderat per Pérez Jiménez. Va integrar la Junta militar, presidida per Carlos Delgado Chalbaud al costat de Luis Llovera Páez. Gallegos parteix a l'exili; la Junta Militar va dissoldre al partit Acció Democràtica i a la Confederació de Treballadors de Veneçuela (CTV). El 13 de novembre de 1950, Delgado Chalbaud és assassinat a Caracas i prenent així la presidència Germán Suárez Flamerich que s'exercia com a ambaixador de Veneçuela en el Perú. Suárez Flamerich va sortir a l'exili quan l'Alt Comandament Militar va transferir els poders de la Junta de Govern liderada per Marcos Pérez Jiménez, arran dels resultats de les eleccions del 30 de novembre de 1952.

### Vida política

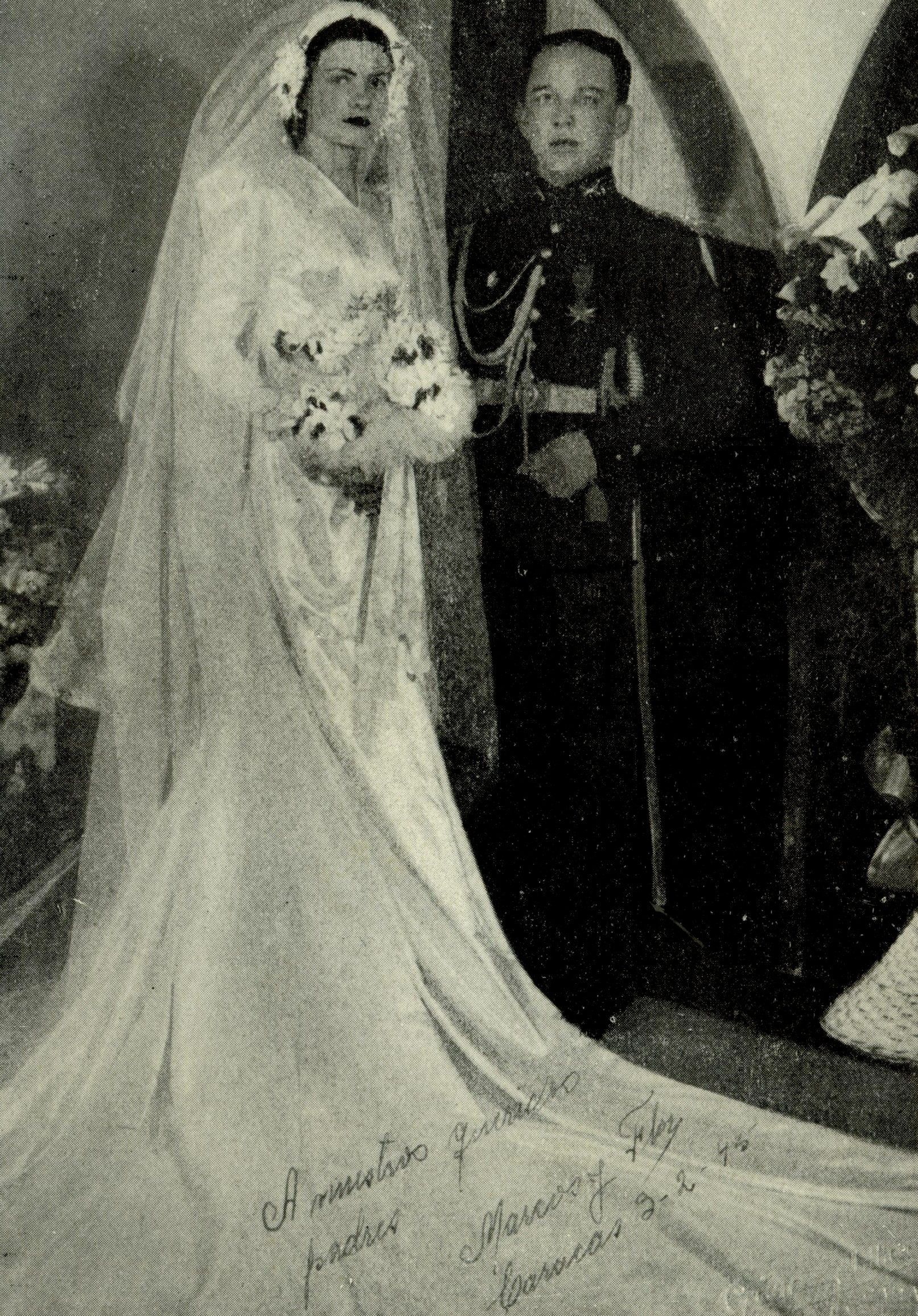
Flor Chalbaud i Marcos Pérez Jiménez el dia de les seves noces el 1945

Militar de carrera, Pérez Jiménez ingressa a la vida política, amb la seva participació en el Cop d'estat a Veneçuela de 1945, contra el govern de Isaías Medina Angarita, com a líder de UMT i un dels capitosts uniformats del moviment, va ser nomenat Cap de Secció de l'Estat Major de l'Exèrcit per la «Junta Revolucionària de Govern» presidida per Rómulo Betancourt. Des d'aquest lloc el 1948, empeny el derrocament del president Rómulo Gallegos Freire, donant com a resultat la fi del denominat Trienni Populista i la presa en funcions de la Junta Militar de la qual va ser membre i ministre de Defensa, sota la presidència de Carlos Delgado Chalbaud. Va romandre en funcions després de l'assassinat Delgado Chalbaud el 1950, que va provocar la transformació de la Junta Militar en la nova Junta de Govern, amb l'ascens de Germán Suárez Flamerich a la presidència, sobre qui Pérez Jiménez va exercir una immensa influència, sent en la praxi, ell qui realment dominava.
Després de les eleccions de 1952, Pérez Jiménez assumeix com a President Provisional de la República, nomenat per l'Assemblea Nacional Constituent a partir del 2 de desembre de 1952 en substitució de Germán Suárez Flamerich para posteriorment ser nomenat per la mateixa assemblea com a President per al període 1953 - 1958, el qual va iniciar el 19 d'abril de 1953.
El seu període al capdavant del país sota el lema del « Nou Ideal Nacional», es va caracteritzar per un marcat progrés econòmic i social. Amb l'augment de producció i preus del petroli, aquest últim gràcies a conflictes com la Guerra de Corea (Elevant-se fins a 2 dòlars el barril, el qual era un preu alt per a l'època). Caracteritzat també per una ambiciosa política en infraestructura, la qual es va poder executar a la perfecció, i va donar com a resultat obres públiques de gran envergadura com les Torres del Centre Simón Bolívar, l'Autopista Caracas - La Guaira i el Passeig Los Próceres entre d'altres.
No passen desapercebuts, els seus avanços en l'àmbit militar, que van incloure la definitiva professionalització de les Forces Armades, l'augment i modernització dels equipaments. Pel que concerneix política d'interior, el país va experimentar un estat d'ordre i alts estàndards en seguretat. Com a aspecte negatiu, va destacar el seu caràcter altament repressiu, l'aprovació de la Ley de vagos y maleantes i la repressió d'organismes com la Direcció de Seguretat Nacional, emparats per aquesta llei.
Aquest període de supremacia va acabar el 23 de gener de 1958, ocasió en la qual és deposat per un cop d'estat, perpetrat per sectors descontents dins de les Forces Armades de Veneçuela, que va portar com a resultat la seva sortida del territori nacional, rumb a República Dominicana, després de la qual cosa es va assentar en Espanya, sota la protecció del règim franquista.
Posteriorment amb el partit de dreta Croada Cívica Nacionalista va ser elegit Senador el 1968 càrrec del qual va ser inhabilitat arran de la primera esmena duta a terme a la constitució de 1961 pels partits Acció Democràtica i Copei, després de la qual cosa es retira definitivament de la vida política nacional.
El període de Pérez Jiménez en el poder, és recordat històricament, com un govern d'arrelament nacionalista, basat en un pragmatisme ideològic que identificava l'essència del seu govern, a més d'enunciar la «Doctrina del Ben Nacional», això expressat en el «Nou Ideal Nacional» que seria el far filosòfic per orientar les accions del seu govern. Va promoure la immigració de capitals i persones estrangeres, principalment comunitats europees com l'espanyola, italiana i portuguesa. També va impulsar un vast i ambiciós programa d'infraestructura, basat en la política del concret armat, amb la construcció d'edificacions, grans i modernes carreteres que unien i renovaven els llaços entre estats i ciutats del país, ponts i altres obres de gran envergadura amb les quals va modernitzar al país, sota una fèrria dictadura militar. Encara que anys després del seu derrocament, els seguidors de Pérez Jiménez, no han estat d'acord amb les males polítiques de govern que van portar a la nació veneçolana a una crisi política, social i econòmica des de 1959 per part dels partits del Pacte de Punt Fix, la qual cosa va donar origen a un corrent o postura anomenada Perezjimenismo com una forma de govern ideal pels objectius del Nou Ideal Nacional.

### Eleccions de 1952
El 30 de novembre de 1952 la Junta de Govern va cridar a eleccions per triar una Assemblea Nacional Constituent que havia de sancionar una nova Constitució i donar fi al govern transitori. Però quan els primers resultats van mostrar que el partit Unió Republicana Democràtica (URD) dirigit per Jóvito Villalba i Mario Briceño Iragorry anava a guanyar les eleccions, el partit oficialista Front Electoral Independent (FEI) (promogut per Pérez Jiménez) va desconèixer el triomf i va nomenar a Pérez Jiménez com a President Provisional de Veneçuela. Aquestes eleccions van ser considerades fraudulentes per l'Oposició política a Pérez Jiménez i en elles van participar tres partits: l'oficialista FEI, Copei i URD. En les eleccions els partits d'oposició es van unir contra el FEI amb l'ajut dels partits clandestins (com Acció Democràtica i el Partit Comunista de Veneçuela), denunciant al govern provisional i els seus atropellaments contra els veneçolans i la constitució, pastant els vots dels partits inhabilitats per competir en les eleccions. Per a aquest procés la Junta havia promulgat un nou reglament del Consell Suprem Electoral en el qual s'establia el vot obligatori per als ciutadans majors de 21 anys, estratègia que eventualment va afectar el Govern amb el triomf de l'URD. El mateix dia de les eleccions el Consell Suprem Electoral va suspendre els escrutinis i el 2 de desembre Marcos Pérez Jiménez va proclamar la seva victòria electoral. Amb URD i altres partits il·legalitzats o en l'exili, i el COPEI dividit entre nous perezjimenistes i opositors, el 17 d'abril de 1953 Pérez Jiménez és proclamat president constitucional per al període 1953-1958 i va estar lliure de governar al país en relativa calma pels següents anys.

## Presidència (1952-1958)

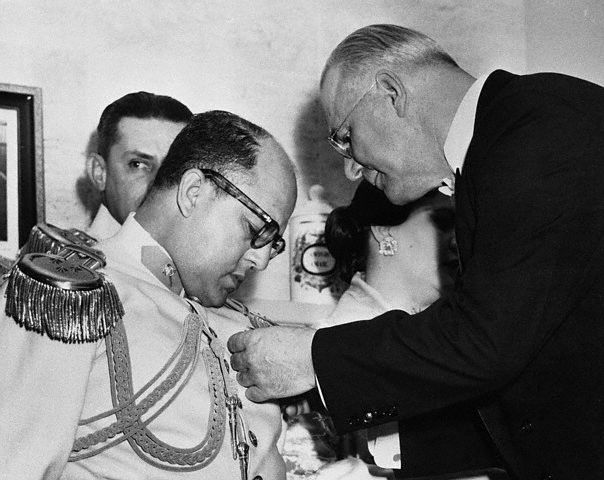
Rebent la «Legion of Merit» a Caracas el 13 de febrer de 1954, per part de l'ambaixador dels Estats Units a Veneçuela, Fletcher Warren. Aquesta és la condecoració més alta atorgada per aquest país a personalitats estrangeres

El 2 de gener de 1954, el govern ordena la llibertat de més de 400 detinguts polítics i convida a tornar als exiliats. Al febrer, circula un manifest clandestí del Partit Comunista de Veneçuela sobre la propera reunió a Caracas de la Conferència Interamericana, sota el títol: «Una reunió dirigida a accentuar la dominació imperialista ianqui sobre els països llatinoamericans».
Amb Pérez Jiménez, el 1953 el Congrés va aprovar una nova Constitució Nacional en la qual se li va canviar el nom al país dels Estats Units de Veneçuela (nom que tenia des de 1864) a República de Veneçuela, no obstant això es van suprimir alguns drets socials establerts en la Constitució de 1946. Com altres dictadures llatinoamericanes, Veneçuela va ser recolzada pel govern dels Estats Units, que veia en el mandatari no solament una peça fonamental dins de l'entramat mundial de la distribució petroliera, sinó que també en la lluita contra l'expansió del comunisme en Llatinoamèrica.
El govern de Marcos Pérez Jiménez consagra com a Setmana de la Pàtria els dies que conclouen amb el 5 de juliol. Els destina a retre homenatge als herois de la nacionalitat, en una combinació d'actes en els quals es barregen l'exaltació dels libertadores i les realitzacions del govern, com la reedició de nous temps dedicats a engrandir la pàtria.
Empleats públics de tots els nivells, estudiants de primària i secundària i alguns grups artístics subsidiats desfilen en totes les ciutats davant les autoritats locals, al compàs de bandes seques. A Caracas presideixen les cerimònies el president de la República i els alts dignataris de l'Estat. Cada 2 de desembre, data aniversari de l'ascensió de Pérez Jiménez al poder, es ratifiquen els postulats del «Nou Ideal Nacional» i són inaugurades grans obres públiques i és rebuda en Caracas la imatge de Nostra Senyora de Coromoto, proclamada pel Govern com la patrona d'aquelles celebracions. S'inicia la celebració de la Setmana de la Pàtria i en aquella ocasió, destaca l'assistència de delegacions militars de diversos països d'Amèrica i Europa.
Unit a aquestes commemoracions patriòtiques que buscaven establir tradicions que expressessin el positiu de l'esperit veneçolà es complementava amb l'aportació de noves energies que ajudessin a millorar la qualitat del veneçolà per a això es promovia la inversió de capitals estrangers i la immigració d'europeus amb l'objectiu de millorar el component ètnic de la nació veneçolana, visió està orientada a corregir vicis de la població, que els mantenen com a poble endarrerit, millorant-ho i formant-li un esperit al treball que ho ajudin a comprendre les seves reals funcions com a ciutadà. De la mateixa manera i en la recerca del «Nou Ideal Nacional», amb el millorament integral dels habitants del país, es va promoure la «extirpació» del ranxerisme, com deia el propi Pérez Jiménez, el qual considerava un dels mals principals per a la deterioració de la societat, per a això es va censar la quantitat de ranxos i es va realitzar un pla amb les característiques pròpies de les obres de Pérez Jiménez per a residències i súper blocs que ajudessin a canviar el mitjà i la mentalitat de l'habitant del ranxo.

### Nou Ideal Nacional
Marcos Pérez Jiménez és l'autor del projecte de Nació denominat Nou Ideal Nacional. Argumentava que a Veneçuela existia una absència d'un ideal apropiat que integrés la mística nacional, la convicció conjunta i l'obstinació col·lectiva en servei de la pàtria.
Les bases de la superació, com a Ideal Nacional s'arrelen en la tradició, recursos naturals, situació geogràfica de la Nació, en la funció de la qual Veneçuela ha de tenir un ideal nacional, i la finalitat suprema d'aquest ideal és:
«Aconseguir per a Veneçuela un lloc d'honor entre les nacions i fer una Pàtria cada dia més pròspera, digna i forta».
Els objectius de l'Ideal Nacional són la transformació progressiva del mitjà físic i el millorament integral (material, moral i intel·lectual) dels habitants.
El Nou Ideal Nacional és el comú denominador espiritual dels veneçolans per l'engrandiment de la Pàtria. Planteja una fusió del sector públic i privat per desenvolupar i servir a la Nació. La política del ben nacional es basa en l'elevació i el noble aprofitament dels veneçolans per situar a Veneçuela en la cúspide d'Amèrica. La transformació del mitjà físic i el millorament de les condicions morals, intel·lectuals i materials dels veneçolans. Que tenia com a pilars la història patriòtica com a font de valors morals i l'aprofitament adequat dels recursos naturals del país i la privilegiada ubicació geogràfica per millorar la sort dels veneçolans llegant a les generacions una pàtria més prospera. Aquest aprofitament basat en una inversió pragmàtica i la promoció de la inversió estrangera va promoure la plena ocupació a Veneçuela per a l'època. Es podia definir també com una barreja d'antigues idees liberals i positivistes de la necessitat d'assegurar l'ordre per al progrés i del desenvolupament econòmic mitjançant la immigració de persones, inversió de capitals i augment del consum per expandir la producció nacional.

### Infraestructura
Entre aquestes obres d'infraestructura es troben l'Autopista Caracas - La Guaira, l'Autopista Caracas-València (Autopista Regional del Centre), l'Autopista Francisco Fajardo, el Telefèric de Mèrida, Telefèric de Caracas, el Centre Simón Bolívar i les Torres del Silenci, el Cercle Militar a Caracas i altres ciutats, l'Hotel Humboldt, la Ciutat Universitària de Caracas (iniciada abans d'assumir la presidència), la Ciutat Vacacional Els Caracas, la urbanització Dues de Desembre (avui 23 de gener), el Passeig Els Próceres, la planta siderúrgica de l'Orinoco, nombrosos hospitals, Casa Sindical, Centre Administratiu de la Ciutat Universitària, hotel Tamanaco, caserna de les Forces Armades de Cooperació, Institut de Nutrició, les denominades urbanitzacions obreres (Unitat Residencial El Paradís i Ciutat Tablitas), Petxina Acústica i escola Agustín Aveledo, totes aquestes anteriors a Caracas, hotel del Llac en Maracaibo, hospital Mèdic Quirúrgic en Maiquetía. En l'Estat Lara, l'Edifici Nacional (Actual seu del Poder Judicial), l'Hospital Central Universitari Antonio María Pineda, l'Escola d'Infermeres i l'Obelisc de Barquisimeto i l'Escola Interamericana d'Agricultura en Rubio (Edo. Táchira). Impulsa una nova constitució en la qual destaca principalment el canvi del nom oficial del país des de 1864, Estats Units de Veneçuela per República de Veneçuela.
El 2 de març de 1954, a propòsit de l'obertura de la X Conferència Interamericana, en la Ciutat Universitària de Caracas seran inaugurats els espais de la Plaça Coberta, l'Aula Magna i la Biblioteca Central. Des d'aquest moment, en un acte d'enlluernament que no ha cessat fins als nostres dies, els ulls del món es posen sobre aquesta obra que encara avui és considerada una de les grans creacions de l'arquitectura del segle xx. Aquest complex, concebut com un conjunt únic i excepcional va ser declarat Patrimoni de la Humanitat en el 2000. Amb la dictadura militar s'aplica, en canvi, una política de «portes obertes», que atreu significatiu nombre d'espanyols, italians i portuguesos, aquests últims amb alt grau de concentració a la regió cabdal. Els immigrants porten voluntat de treball, desplaçats com estaven en l'Europa de postguerra. Es dediquen a la construcció, el comerç, especialment fleques, restaurants, cafeteries, agricultura, indústria i obres públiques. Es va promoure la immigració de mà d'obra especialitzada per als seus projectes d'infraestructures des d'Europa. Es va impulsar un ambiciós programa d'infraestructura i de concret armat, amb la construcció d'edificacions, carreteres, ponts i obres de gran envergadura amb les quals va modernitzar al país gràcies en part a les exportacions de petroli que generaven enormes quantitats de divises.
Durant el seu govern va ser signat l'avantprojecte de la Siderúrgica nacional que li va ser encomanat a 7 grups industrials de diferents països (Itàlia, Alemanya, Bèlgica, Estats Units, França, Anglaterra, i Noruega). En una al·locució dirigida als veneçolans expressa, després de la inauguració de 2 importants obres com són l'Autopista Caracas - La Guaira i el Cercle de les Forces Armades, donant el primer pas cap a aquella forma d'Estat. A més es fonamenta la proposta definitiva que inclou els plans extraordinaris sotmesos al control del Govern, entre ells: la planta Siderúrgica de l'Orinoco, el sistema d'electrificació del riu Caroní, el pla nacional de ferrocarrils, el Sistema de reg del riu Guárico, les zones turístiques dels Estats Mèrida i Nova Esparta.
En cada racó del territori nacional es va ordenar construir una Plaça en honor de Simón Bolívar. Es van construir les primeres autopistes com les de Caracas amb els seus nous i imponents distribuïdors, l'avinguda Soublette de La Guaira, i la de València - Teixiries. La carretera Panamericana va ser un assoliment sense precedent des del Táchira fins a Caracas, amb un traçat nou i modern que incorpora a la productivitat nacional el sud del Llac de Maracaibo. La carretera de els plans Barinas - San Cristóbal, i la Barinas - Apartaderos, van donar sortida als Andes. La Represa del riu Guárico en Calabós, el dragatge del Riu Orinoco i la Barra de Maracaibo, van permetre l'accés a les grans fonts de recursos naturals. La modernització del Port de La Guaira, el pla «salut» amb un hospital en cada Estat de la República, edificis per a les Cases Sindicals de Caracas i San Cristóbal, són només algunes de les seves obres més importants.
En totes les ciutats de l'interior es van construir les vies centrals d'ordre circulatori. Els immensos conglomerats dels súper blocs de cases. Els ranxos que havien proliferat en els turons, van ser demolits i en el seu lloc es van construir parcs i habitatges dignes. El Segur Social Obligatori va ser tan eficient i efectiu va ser un exemple per a les nacions de l'hemisferi. Veneçuela va adquirir el primer Reactor Nuclear després dels Estats Units en l'Hemisferi, i l'Institut Veneçolà d'Investigacions Científiques en San Antonio de los Altos, va esdevenir l'institut científic més important d'Amèrica Llatina on es va inaugurar la Primera Biblioteca Científica Americana. Es va iniciar la xarxa ferroviària i la construcció de la carretera de la costa que uniria tots els punts orientals i occidentals del país. Veneçuela va reafirmar la seva sobirania en l'arxipèlag dels Monjos i es preparava a recuperar la Guaiana Esequiba. El món sencer veia amb enveja i preocupació el desenvolupament que havia aconseguit Veneçuela en menys de cinc anys tot això en funció del Nou Ideal Nacional.
L'increment dels ingressos fiscals va ser considerable, com a conseqüència una gran producció petroliera, producte de l'atorgament de majors concessions i al fet circumstancial del ?problema? Àrab el 1956, que va afavorir la major col·locació del cru veneçolà al mercat internacional. Amb Pérez Jiménez Veneçuela aconsegueix l'àpex del desenvolupament econòmic americà i es va iniciar un Pla Nacional d'obres civils, que va aconseguir la plena ocupació mai abans vist a Llatinoamèrica. Tal va ser la dinàmica econòmica que es va aconseguir amb aquesta política de la construcció impulsada per Pérez Jiménez, que va haver-hi necessitat d'obrir les fronteres perquè els estrangers cobrissin les places vacants, ja que el país gaudia de «Plena Ocupació».

### Immigració
Amb l'acabament de la Segona Guerra Mundial i de la Guerra Civil Espanyola nombrosos europeus es van veure en la necessitat d'abandonar les seves llars a la recerca de llibertat. Uns volien trobar un nou horitzó, uns altres evadir la gana i molts buscaven un lloc on refer les seves vides. I es van embarcar en gran part cap a Veneçuela. Van trobar una Veneçuela tranquil·la, on es gestava un creixement planificat, sobretot en la construcció de grans infraestructures, una expansió del mercat intern i la modernització agrícola, la qual cosa la convertia en sòl perfecte per oblidar la guerra i tirar arrels. Així van ser arribant italiaens, portuguesos, espanyols, búlgars, alemanys, hongaresos, holandesos i russos, entre altres colònies de l'Europa devastada per la fam i la Guerra. Entre tots la Gana, la desocupació i la recerca de la tan anhelada estabilitat econòmica. La majoria va arribar amb vaixell al port de La Guaira en el Carib Veneçolà.
Segons arxius de l'Oficina Arxidiocesana de Caracas, entre 1951 i 1958 van arribar al país 200.000 Gallecs i Canaris, els qui es van inserir en oficis com a agricultura, fusteria, obra de paleta i transport públic. Després de la primera etapa d'adaptació, molts es van convertir en petits empresaris dedicats al comerç, les finances i la indústria, sobretot en la metal·lúrgica i manufactura. Veneçuela necessitava agricultors. Existia un dèficit de producció d'unes 55 mil tones anuals de sucre i de 50 mil tones d'arròs, entre altres productes, i es requeria cobrir la demanda amb producció interna. A més, augmentava l'explotació petroliera, per la qual cosa molts veneçolans van abandonar el camp per dedicar-se a la lucrativa activitat a les ciutats, i aquest buit va ser aprofitat pels immigrants. El mateix va ocórrer en la construcció, sector en el qual també van trobar una veta de mercat important. Cada colònia va ser dedicant-se a una «especialitat» relacionada amb les activitats que es desenvolupaven al seu país d'origen. Va ser així com els gallecs es van dedicar a produir hortalisses, els canaris al comerç de plàtans i els Itàliaens a l'agricultura, construcció, manufactura de calçat, venda de carn i altres aliments, els Holandesos i Alemanys als embotits i formatges, els Portuguesos a les fleques i areperas. Després, molts d'ells es van transformar en comerciants. A la fi dels 50 el Franquisme travessava una de les seves pitjors crisis econòmiques. La vida es va tornar més difícil i es van produir noves estampides. Centenars d'espanyols d'edats que oscil·laven entre els 16 i els 45 anys van omplir els cellers dels vaixells cap a Amèrica, i especialment cap a una destinació més prometedora en La Petroliera Veneçuela. En tots els casos, gent treballadora, jornalers del camp i del sector de la construcció. Era la mà d'obra que precisava el Govern del General Marcos Pérez Jiménez per a la transformació del país que es va escometre decididament en aquells anys.

### Plebiscit de 1957
El període constitucional de Marcos Pérez Jiménez finalitzava segons la mateixa constitució elaborada pel seu govern a la fi de 1957. Pérez Jiménez opta per organitzar ràpidament un òrgan electoral que convocaria un Referèndum o plebiscit El 15 de desembre de 1957 per decidir sobre si la població aprovava o rebutjava la reelecció del govern Perezjimenista per al període 1958-1963 d'aprovar-se no solament es ratificaria al president en el seu càrrec sinó a tots els seus candidats al Congrés Nacional, Assemblees legislatives estatals i concejos municipals de manera automàtica.
Segons les dades oficials del Govern de Pérez Jiménez la població va aprovar per majoria la seva continuïtat al govern. Cap partit o organització opositora va reconèixer la seva victòria.

### 23 de gener de 1958

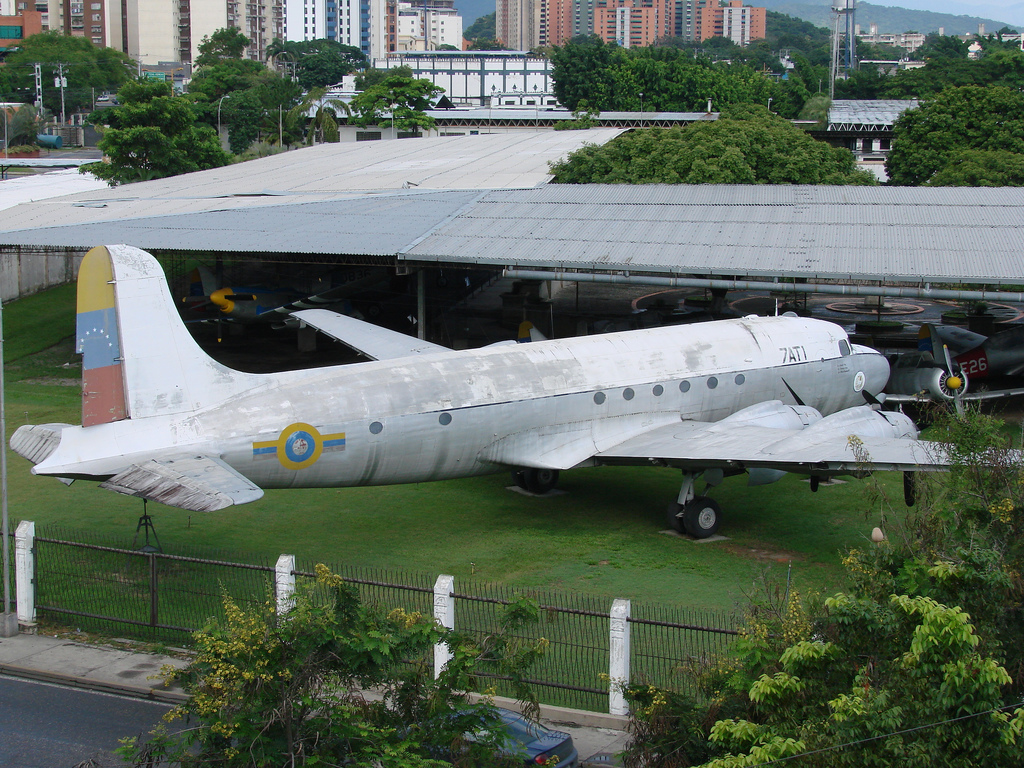
La Vaca Sagrada, avió on va emprendre la fugida Marcos Pérez Jiménez el 1958

El primer de gener de 1958 es va produir el primer intent de rebel·lió militar contra Pérez Jiménez. El moviment encapçalat pel Coronel Hugo Trejo va comptar amb la participació d'un bon nombre d'oficials de la guarnició de Caracas i de Maracay, principalment de la Força Aèria. Aquest aixecament militar va fracassar i els seus principals dirigents van ser detinguts pel govern. No obstant això, a partir del primer de gener la crisi interna de la dictadura es va fer cada dia més greu. Es van produir nous brots insurreccionals en les forces armades i el moviment popular es va manifestar amb més vigor en la lluita contra el dictador.
Es va accentuar la repressió; les presons es van omplir de presos polítics; van ser tancats els liceus i reprimit el moviment estudiantil. Però el moviment popular anava en ascens. Densos sectors socials s'incorporaven activament a la lluita: intel·lectuals, metges, advocats, professors, enginyers, subscriuen manifestos de denúncia contra el règim. Això significava pèrdua de prestigi en la institució armada que apareixia compromesa de fet amb els excessos del règim. Als carrers se succeeixen manifestacions i motins. A mitjan gener la Junta Patriòtica va cridar a la vaga general per al dia 21. El 21 de gener comença la vaga de premsa i hores després d'aquesta la vaga general convocada per la Junta Patriòtica. L'atur va augmentar fortament i en molts llocs de Caracas es van produir enfrontaments amb les forces del govern. El 22 es reuneixen alts caps militars en l'Acadèmia Militar per considerar la situació. Les seves deliberacions conclouen formant una Junta Militar de Govern que demana la renúncia a Pérez Jiménez. En la nit del dia 22, la Marina de Guerra i la Guarnició de Caracas es van pronunciar contra la dictadura; i Pérez Jiménez, privat de tot recolzo en les Forces Armades, va fugir en la matinada del 23 de gener, rumb a Santo Domingo.
Aquest dia, torbes enfervorides van sortir als carrers, en tot el país, a celebrar la caiguda del règim i a tractar d'acabar amb els funcionaris que s'havien acarnissat en la persecució política. Membres de la Seguretat Nacional van ser linchados; uns altres es van amagar per llarg temps o van escapar a l'exterior.
En lloc de Pérez Jiménez prenia el poder una Junta presidida pel contraalmirall Wolfgang Larrazábal. Pérez Jiménez va fugir cap a República Dominicana, per posteriorment traslladar-se a Espanya al costat de la seva família, protegit per Francisco Franco.
Rómulo Betancourt, durant el seu Govern, va aconseguir l'extradició de Pérez Jiménez i se li va seguir un perllongat judici, que va acabar amb la sentència condemnatòria per un període menor que el que portava detingut, per la qual cosa va sortir en llibertat i va volar a Madrid. En aquesta capital va acceptar la postulació com a candidat a Senador pel Districte Federal en les eleccions de 1968, resultant electe per un nombre considerable de vots. En 1969 la Cort Suprema de Justícia va anul·lar l'elecció de Pérez Jiménez pel Senat, esgrimint com a principal argument que Pérez Jiménez no s'havia inscrit en el Registre Electoral ni havia votat en les mateixes eleccions.

## Exili

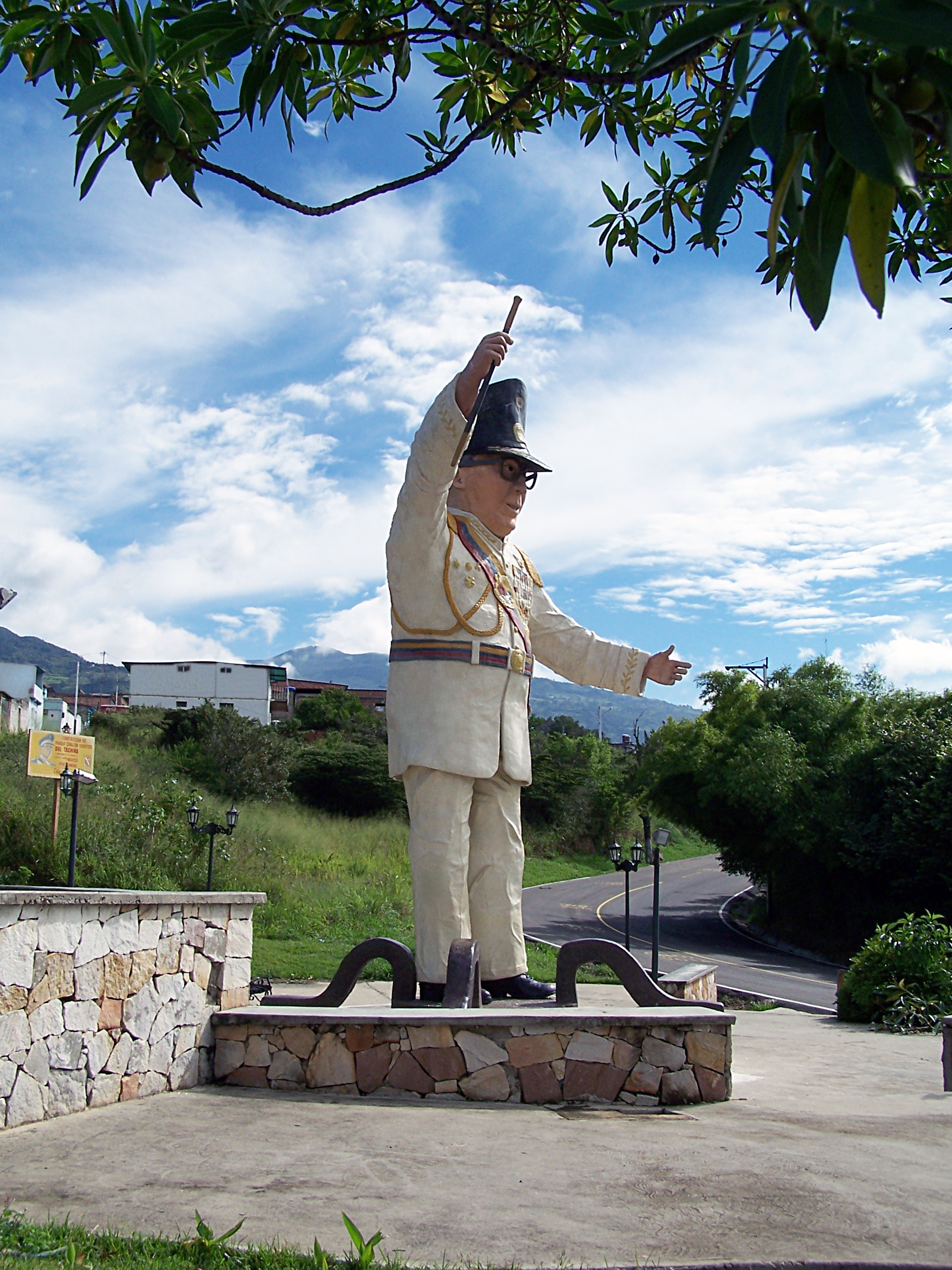
Monument a Marcos Pérez Jiménez al seu poble natal, Michelena, estat Táchira

Després de l'exili de Pérez Jiménez, es concep el Pacte de Punt Fix que se subscriu el 31 d'octubre de 1958 en la residència de Rafael Caldera que portava aquest nom, a Caracas. El pacte estableix el compromís de civilitzar les relacions partidistes, la defensa de la constitucionalitat i el dret a governar d'acord amb el resultat electoral; govern d'unitat nacional, no hegemonia partidista i presentació d'un programa mínim comú. El subscriuen Rómulo Betancourt, Raúl Leoni, Gonzalo Barrios, d'AD; Jóvito Villalba, Ignacio Luis Arcaya i Manuel López Rivas, d'URD; i Rafael Caldera, Pedro del Corral i Lorenzo Fernández, per COPEI. Es reconeixien així les amenaces encara latents contra el règim democràtic i es tiraven les bases de governs d'unitat, sense precedents al país.
El 16 d'agost de 1963, el govern veneçolà presidit per Ròmul Betancourt en conveni amb el nord-americà obté l'extradició de Pérez Jiménez, ho empresona i sentència a quatre anys de presó per peculado i malversació de fons, sent confinat a la Presó Modelo de Caracas. Durant cinc anys va estar empresonat, al final dels quals va ser alliberat en dictar-se-li sentència per un període menor al del seu temps de reclusió. Després va establir la seva residència a Espanya, encara que, al cap de poc, en les eleccions generals de 1968, va ser postulat senador per l'agrupació política de dreta Croada Cívica Nacionalista (CCN) i va ser triat en absència; no obstant això, la Cort Suprema de Justícia va invalidar la seva elecció.
En 1968 es va presentar a eleccions en la planxa del CCN i va aconseguir la votació necessària per al senat; no obstant això la Cort Suprema de Justícia va anul·lar aquesta elecció. CCN va aconseguir postular-ho per a la presidència de la república en els comicis de 1973 conscients de la popularitat de Pérez Jiménez. No obstant això, representants dels partits majoritaris van proposar i van aprovar en el Congrés Nacional, una esmena constitucional destinada específicament a inhabilitar-ho políticament, mitjançant una aplicació retroactiva de la norma que impedeix l'elecció a càrrecs públics a persones amb sentència ferma, de més de 3 anys. Davant tals circumstàncies, Pérez Jiménez va decidir retirar-se de manera definitiva de l'escenari polític veneçolà, radicant-se en La Moralitat, residència en una de les zones més exclusives de Madrid.

### Últims anys
El 12 de febrer de 1999 un tribunal veneçolà decideix anul·lar la mesura jurídica on l'ex president Pérez Jiménez li era prohibit estar al territori veneçolà.
Finalment el polèmic expresident i General de Divisió retirat, Marcos Pérez Jiménez, va morir el 20 de setembre de 2001 a Alcobendas, Espanya d'un atac al cor.